# Le Chef de l’Hôtel Chatham

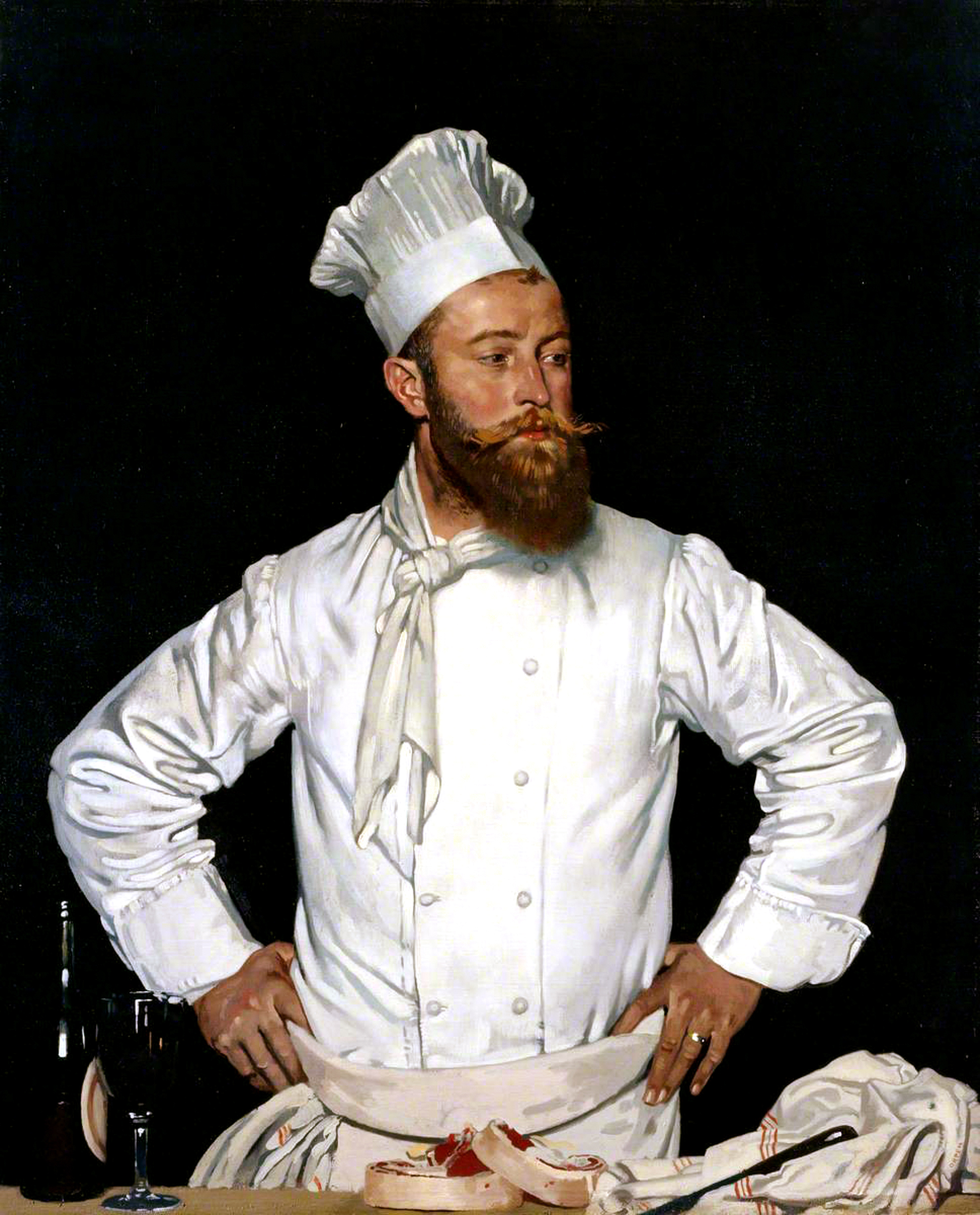
Le Chef de l’Hôtel Chatham
William Orpen, 1921
127 × 102,5 cm
Öl auf Leinwand
Royal Academy of Arts, London

Le Chef de l’Hôtel Chatham ist ein Gemälde von William Orpen aus dem Jahr 1921. Das 127 × 102,5 cm große, in Öl auf Leinwand gemalte Bild zeigt einen Koch des Pariser Hotels Chatham. Es gehört zur Sammlung der Royal Academy of Arts in London.

## Bildbeschreibung
Das Bild zeigt das Porträt eines Kochs als Halbfigur annähernd in Lebensgröße. Er steht frontal vor dem Bildbetrachter, hat die Hände in die Hüfte gestemmt, den Kopf zur linken Schulter gedreht und den Blick auf einem Punkt außerhalb des rechten Bildrands gerichtet. Nicht nur der Titel des Gemäldes verrät, welchen Beruf der Dargestellte ausübt. Auch seine Kleidung lässt keinen Zweifel an seinem Beruf aufkommen. Er trägt eine bis in die Gegenwart für einen Koch übliche Berufskleidung. Vor dem monochrom schwarzen Hintergrund hebt sich kontrastreich die weiße Kochuniform ab. Hierzu gehören ein langärmliges Hemd mit doppelter Knopfreihe vor der Brust, ein um den Hals geknotetes Tuch, eine um die Hüfte gebundene Schürze und auf dem Kopf die obligatorische Kochmütze. Hinzu kommen die zu einem Stillleben arrangierten Gegenstände, die sich am unteren Bildrand auf einer Tischplatte befinden. Rechts ist ein Handtuch abgelegt, auf dem sich ein Messer befindet, direkt vor dem Koch liegen zwei Scheiben rohes Fleisch und am linken Bildrand stehen ein gefülltes Weinglas und eine Flasche Rotwein. Am Flaschenhals sind Lichtreflexe zu sehen, die von einem Fenster oder einer anderen Lichtquelle stammen können. Die Malweise steht in der Tradition der akademischen Kunst des 19. Jahrhunderts und wirkt teilweise fotografisch genau.
Neben dem Beruf, der durch die Kleidung, die Requisiten und den Bildtitel bekannt ist, erfährt der Bildbetrachter nur wenig über die dargestellte Person. Ein Ehering an einem Finger der linken Hand gibt einen Hinweis auf den sozialen Status. Die Körperhaltung und der Gesichtsausdruck lassen auf einen selbstbewussten Mann schließen, der um die 30 Jahre alt ist. Ein gepflegter Vollbart schmückt sehr dominant das Gesicht. Das blonde Barthaar ist zudem zu einem waagerecht abstehenden Schnurrbart geformt. Vom Kopfhaar schaut nur wenig unter der Kochmütze hervor. Die Gesichtshaut ist – möglicherweise durch die Arbeit in der Küche – leicht gerötet und glänzend. Ob Orpen beabsichtigte, eine individuelle Person oder eher einen typischen Vertreter eines Berufsstandes zu porträtieren, bleibt angesichts des fehlenden Namens des Dargestellten im Bildtitel unklar.

## Hintergründe zur Entstehung des Gemäldes
Orpen war bereits vor dem Ersten Weltkrieg in London ein gefragter Porträtist. Während des Krieges besuchte er als offizieller Kriegsmaler die Front in Frankreich, malte das Kriegsgeschehen und schuf zahlreiche Porträts von Militärangehörigen. Auch nach dem Krieg hielt er sich häufig in Frankreich auf und verfügte in Paris über eine eigene Wohnung. Er schuf im Auftrag der Regierung verschiedene Bilder während der Pariser Friedenskonferenz 1919 und verkehrte in dieser Zeit wiederholt im Restaurant des Pariser Hotel Chatham, das vor allem bei englischen und amerikanischen Journalisten sehr beliebt war. Der Souschef des Hotels war Eugène Grossriether, der unter seinem Spitznamen Chester bekannt war. Seine Kollegen hatten ihn nach der Käsesorte Chester benannt, da er eine Abneigung gegen jeglichen Käse hatte. Im Restaurants war Chester vor allem für seine Grillspezialitäten wie etwa Entrecôte und Côtelette bekannt, die er vor den Gästen zubereitete. Entsprechend hat Orpen im Bild solche Fleischstücke vor den Koch platziert. Die Bekanntheit des im Gemälde dargestellten Chester bei den im Lokal verkehrenden britischen Journalisten mag bei der späteren positiven Bewertung des Bildes durch die englische Presse eine Rolle gespielt haben.
Vorbilder für seine Gemälde fand Orpen wiederholt bei Malern wie Diego Velázquez oder Édouard Manet und auch die Art des Porträts Le Chef de l’Hôtel Chatham mit seiner Personendarstellung vor schwarzem Hintergrund erinnert an diese Künstler. Das Motiv eines Kochs als Bildthema findet sich hingegen bei einigen anderen Künstlern. So schuf der Franzose Augustin Théodule Ribot im 19. Jahrhundert eine Reihe von Genrebildern, in denen ein Koch figuriert. Sein Gemälde Der Koch und die Katze (Privatsammlung) zeigt beispielsweise eine für den Maler typische Szene mit einer Katze, die dem Koch einen Fisch entwendet. Ganz ohne solche Anleihen an die Genremalerei malte Claude Monet 1882 das Porträt Der Koch (Österreichische Galerie Belvedere, Wien). Mit dem lockeren Pinselstrich des Impressionismus verschmilzt bei Monet der Porträtierte mit dem Hintergrund, und anders als Orpen verzichtet er im Vordergrund auf die Beigabe eines Stilllebens mit Requisiten. Orpens detailtreue Malerei in akademischer Tradition im Chef de l’Hôtel Chatham kümmert sich nicht um die künstlerischen Strömungen seiner Zeit. Dies wird nicht nur im Vergleich mit dem fast vierzig Jahre zuvor entstandenen Bild Monets deutlich, sondern fällt besonders bei der Gegenüberstellung mit der zeitgenössischen Kunst auf. So schuf Chaïm Soutine 1922 mit Le Petit Pâtissier (Musée de l’Orangerie, Paris) ebenfalls einen Koch, der jedoch in seiner expressiven Malweise weit von der realistischen Darstellung bei Orpen entfernt ist. Le Chef de l’Hôtel Chatham trug zum Erfolg von William Orpen als Porträtmaler bei, und in der Folgezeit ließen sich namhafte Persönlichkeiten wie der britische Kronprinz Eduard von ihm porträtieren.

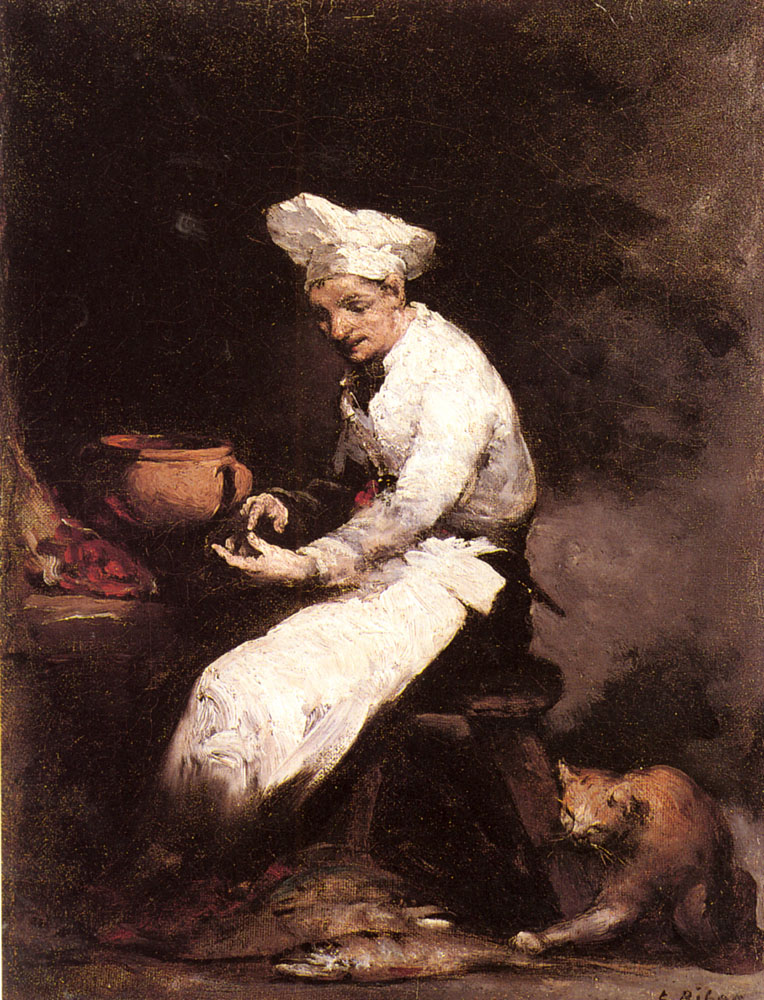
Augustin Théodule Ribot: Der Koch und die Katze
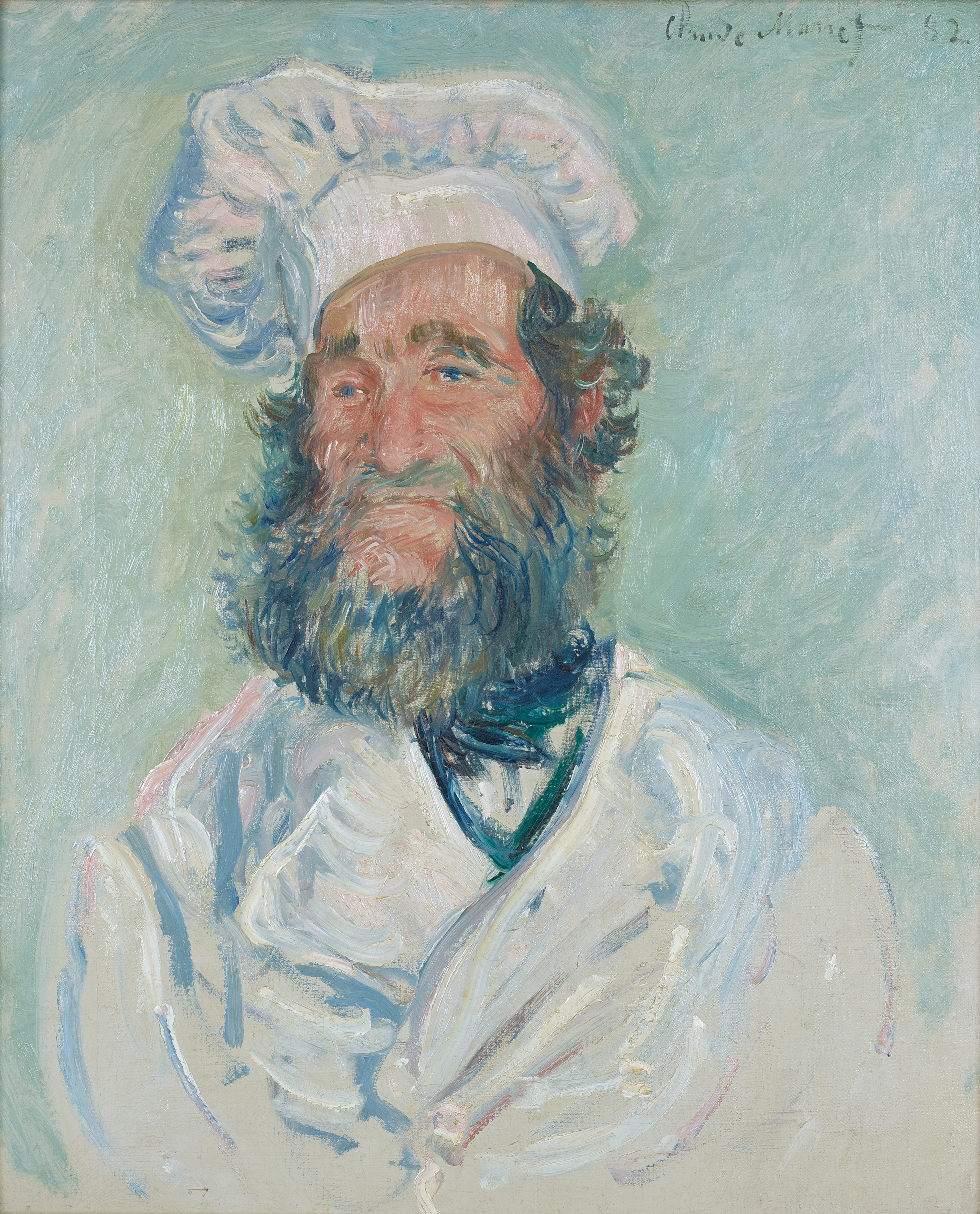
Claude Monet: Der Koch
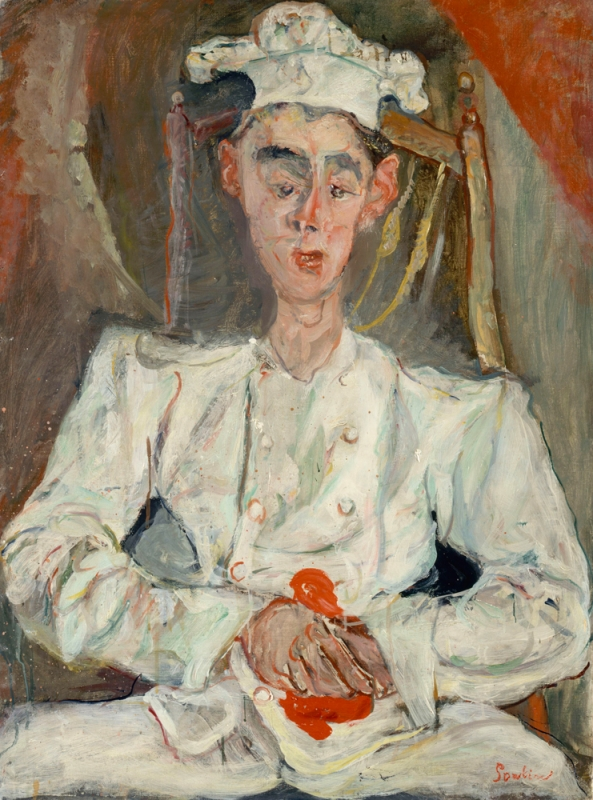
Chaïm Soutine: Le Petit Pâtissier

## Provenienz

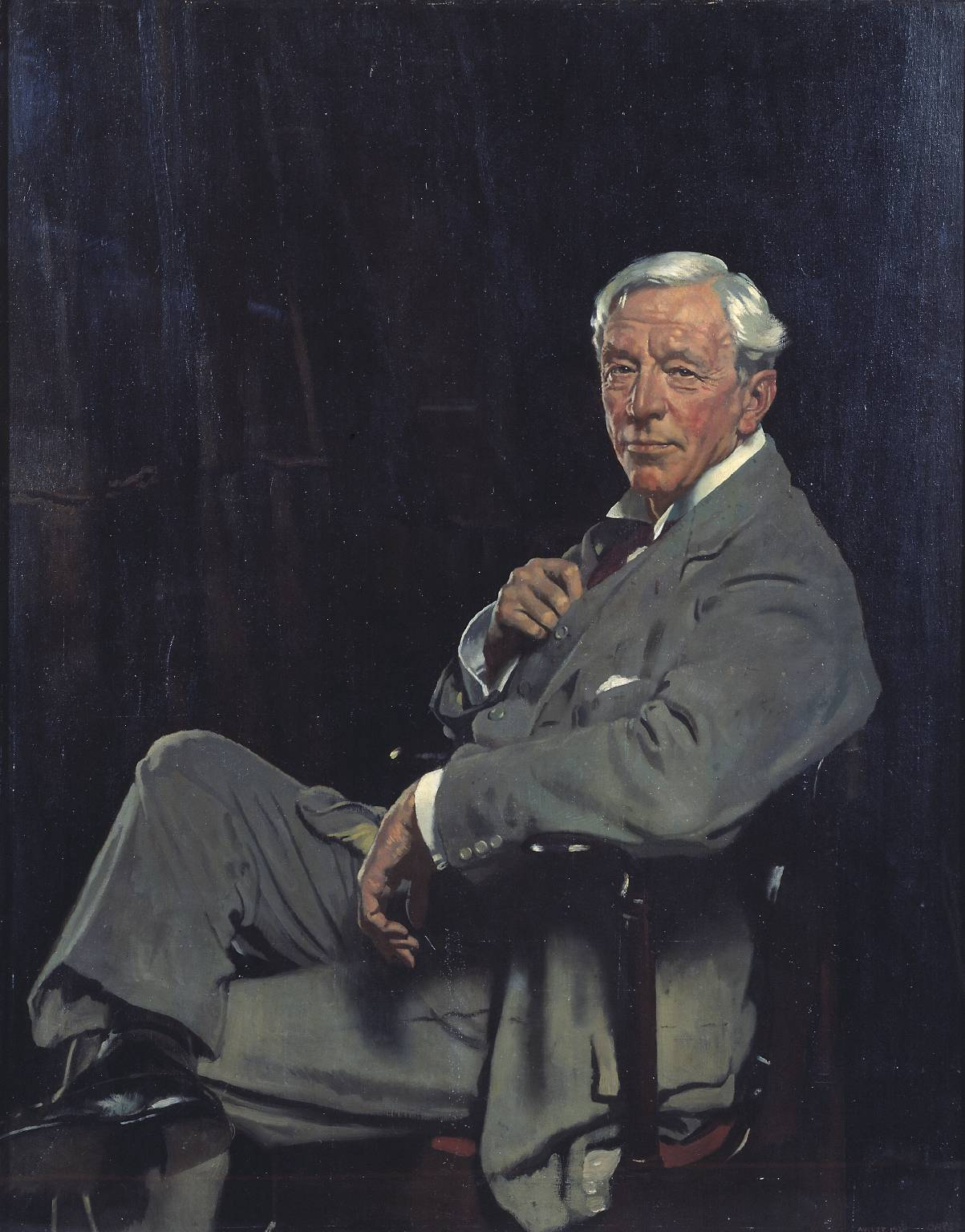
William Orpen:
Sir William McCormick

Orpen stellte Le Chef de l’Hôtel Chatham kurz nach Fertigstellung im April 1921 in der Royal Academy of Arts in London aus. Die Presse äußerte sich positiv über das Bild und ein Ankauf für die Tate Gallery wurde erwogen. Hierzu sollten Stiftungsmittel aus dem Nachlass des Bildhauers Francis Leggatt Chantrey, dem Chantrey Bequest dienen, über die der Vorstand der Royal Academy of Arts zu entscheiden hatte. Bevor es jedoch dazu kam, wurde Orpen gefragt, wo das Gemälde entstanden sei, da der Stifter verfügt hatte, dass sein Erbe nur für den Ankauf von Kunstwerken zu verwenden sei, die auf den Britischen Inseln geschaffen wurden. Da Orpen angab, das Bild sei teilweise in Paris gemalt worden, entschied sich die Ankaufskommission stattdessen für ein anderes Bild Orpens, das Porträt Sir William McCormick von 1920. Orpen übergab Le Chef de l’Hôtel Chatham noch im Jahr 1921 als so genanntes Diploma Work an die Royal Academy of Arts. Orpen war seit 1919 ordentliches Mitglied der Royal Academy of Arts und die unentgeltliche Übergabe eines Kunstwerks als Diploma Work gehört bis in die Gegenwart zu den Aufnahmeregeln dieser Institution.